# Zlatý míč FIFA 2012
Zlatý míč FIFA pro nejlepšího fotbalistu světa za rok 2012 získal Argentinec Lionel Messi.

## Výsledky hlasování
| Pořadí | Jméno              | Stát              | Klub                         | Procenta hlasů |
| ------ | ------------------ | ----------------- | ---------------------------- | -------------- |
| 1.     | Lionel Messi       | Argentina         | FC Barcelona                 | 41,6%          |
| 2.     | Cristiano Ronaldo  | Portugalsko       | Real Madrid                  | 23,68%         |
| 3.     | Andrés Iniesta     | Španělsko         | FC Barcelona                 | 10,91%         |
| 4.     | Xavi               | Španělsko         | FC Barcelona                 | 4,08%          |
| 5.     | Radamel Falcao     | Kolumbie          | Atlético Madrid              | 3,67%          |
| 6.     | Iker Casillas      | Španělsko         | Real Madrid                  | 3,18%          |
| 7.     | Andrea Pirlo       | Itálie            | Juventus                     | 2,66%          |
| 8.     | Didier Drogba      | Pobřeží slonoviny | Chelsea Šanghaj Šen-chua     | 2,6%           |
| 9.     | Robin van Persie   | Nizozemsko        | Arsenal Manchester United    | 1,45%          |
| 10.    | Zlatan Ibrahimović | Švédsko           | AC Milán Paris Saint-Germain | 1,24%          |
| 11.    | Xabi Alonso        | Španělsko         | Real Madrid                  | 1,09%          |
| 12.    | Yaya Touré         | Pobřeží slonoviny | Manchester City              | 0,76%          |
| 13.    | Neymar             | Brazílie          | Santos FC                    | 0,61%          |
| 14.    | Mesut Özil         | Německo           | Real Madrid                  | 0,41%          |
| 15.    | Wayne Rooney       | Anglie            | Manchester United            | 0,39%          |
| 16.    | Gianluigi Buffon   | Itálie            | Juventus                     | 0,35%          |
| 17.    | Sergio Agüero      | Argentina         | Manchester City              | 0,3%           |
| 18.    | Sergio Ramos       | Španělsko         | Real Madrid                  | 0,22%          |
| 19.    | Manuel Neuer       | Německo           | Bayern Mnichov               | 0,21%          |
| 20.    | Sergio Busquets    | Španělsko         | FC Barcelona                 | 0,2%           |
| 21.    | Gerard Piqué       | Španělsko         | FC Barcelona                 | 0,11%          |
| 22.    | Karim Benzema      | Francie           | Real Madrid                  | 0,11%          |
| 23.    | Mario Balotelli    | Itálie            | Manchester City              | 0,07%          |